# Tracks
Tracks, Trackslistan, var en musiktopplista och ett radioprogram i Sveriges Radio som sändes i kanalen P3. Programmet hade premiär den 8 september 1984 och sändes på lördagseftermiddagarna. Den sista listan presenterades den 11 december 2010. Efter att 1 051 listor sänts följde årsbästalistor, 1980-, 1990- och 2000-talslistor och det sista programmet sändes den 5 februari 2011.
Till skillnad från Svensktoppen, där låtskrivaren måste vara svensk medborgare, tillät Tracks musik från hela världen. Dessutom fanns inga regler om vilket språk sångerna måste vara på, vilket tidigare funnits på Svensktoppen där sång endast fick framföras på svenska fram till omläggningen den 12 januari 2003. I Tracks spelades samtliga tjugo låtar som låg på Trackslistan samt omkring 10–15 nya låtar. Dessutom ingick några så kallade ”bubblare”: låtar som var nära att komma in på listan och som därför fick ett nytt försök. Bubblarna bestod dels av låtar från förra programmet som hamnade strax utanför listan (på plats 21–30) och dessa var max tre stycken, men kunde vara färre; och dels av låtar som tidigare spelats i Tracks eller Sommartoppen utan att komma in på listan, men som hamnat på topp-20 eller topp-10 på DigiListan. 
Därefter kunde lyssnarna rösta på de fem låtar som de ansåg vara bäst. Röstningen skedde först via brev/vykort, därefter via telefon och sedan via hemsidan på Internet. När röstning via brev gällde så kunde lyssnarna även lägga till en extraröst för en låt som inte hade utmanat i det senaste programmet. I mitten av året tog programmet sommaruppehåll, då programmet 1986–2007 ersattes av Sommartoppen. Trackslistan var en av de främsta musiktopplistorna i Sverige.[källa behövs] Föregångarna till Tracks hette Poporama och Discorama och sändes mellan 1974 och 1984. Poporama i sin tur föregicks av Tio i topp, som sändes 1961–1974.
Radioprogrammet sändes från Norrköping (på SR Östergötland) och programledare sedan starten var Kaj Kindvall, ibland vikarierad av Michael Cederberg. En gång fick Leif Wivatt rycka in och leda programmet när Kaj var sjuk och Michael inte var tillgänglig.

## Tracks i TV
SVT sände Trackslistan under tre säsonger i mitten på 2000-talet. Programledare var först Mysia Englund och sedan Gonza (Gonzalo Del Rio). Varje vecka var det en gäst, som spelade sin aktuella låt live. Det diskuterades om artisterna som spelade live i TV gynnades i nästkommande liströstning i förhållande till övriga låtar man kan rösta på. 
I början av 1990-talet presenterades Trackslistan i ett ungdomsprogram i TV. Listan rullades fram i bild och en kommentator presenterade videor till några av låtarna på listan.

## Maratonlistan
De artister som samlade flest poäng på alla listor under perioden 1985-01-12 till och med 2010-12-11
1. Kent
2. Madonna
3. Roxette
4. Pet Shop Boys
5. The Ark
6. Håkan Hellström
7. Mando Diao
8. Bryan Adams
9. Green Day
10. Depeche Mode

## Övrigt
- Första ettan på trackslistan var Alphaville med Sounds Like a Melody,[5] som sedan låg åtta veckor på listan, varav två som etta.
- Första svenska tracksettan var gruppen +1 med Nevermore, 1985.
- Första tracksettan med svensk text var Ifrån med Adolphson & Falk, mars 1986.
- Den första helt instrumentala låten att toppa listan var Robert Miles Children (27 april 1996) som direkt följdes av den andra instrumentala ettan, Mark Snows X-Files theme (4 maj och 11 maj 1996). Därefter toppade inga instrumentala låtar listan.
- Maratonrekordet innehas sedan 3 maj 2008 av Takida med låten Curly Sue. Låten låg 50 veckor på listan från 20 oktober 2007 till 3 januari 2009.
- Rekordet för längsta tid på förstaplatsen innehas av Celine Dion, vars låt My Heart Will Go On låg etta i hela 13 veckor på listan mellan 14 februari 1998 och 9 maj 1998.
- Den 4000:e låten att komma in på Trackslistan var The Poodles Metal Will Stand Tall den 26 augusti 2006.
- Rekordet på den längsta låttiteln som Tracks har haft på listan var Håkan Hellström med sin låt Jag hatar att jag älskar dig och jag älskar dig så mycket att jag hatar mig med hela 60 bokstäver.
- Fyra artister har vid något tillfälle belagt både listans första och andra plats: Bryan Adams[6][7], Pet Shop Boys[8], The Ark[9] och Robyn[10]. Bryan Adams är ensam om att ha gjort det vid flera tillfällen (1986, 1991 och 1994).
- Tre artister har haft tre låtar på listan samtidigt. Den första var Annika Norlin som den 5 januari 2008 låg på listan med Det kommer bara leda till något ont under artistnamnet Säkert! och dessutom låtarna Logiskt i duett med Petter och Han är med mig nu i duett med Peter Jöback.[11] Den andra var Lady Gaga som den 3 april 2010 låg på listan med Telephone i duett med Beyoncé, samt Bad Romance och Paparazzi.[12] Den tredje var Robyn som den 13 november 2010 låg på listan med Indestructible, Hang with me samt Dancing on my own.[13]
- Sju låtar har åkt ned från förstaplatsen men tagit sig upp en gång till: Chers Believe (november–december 1998), Håkan Hellströms "För En Lång Lång Tid" (mars–maj 2008), Coldplays Viva la vida (september–november 2008), The Killers Human (november–december 2008), Mando Diaos Dance With Somebody  (januari–mars 2009), Oskar Linnros' Från Och Med Du (juni–september 2010) samt Håkan Hellströms Saknade te havs (september–oktober 2010).
- Tre låtar har legat på förstaplatsen vid flera tillfällen med olika artister: Do they know it's Christmas? med Band Aid 1984 och Band Aid II 1990, Eternal flame med The Bangles 1989 och Atomic Kitten 2001 och The worrying kind med The Ark 2007 och Maia Hirasawa 2008.
- Den 1000:e Trackslistan sändes den 12 september 2009, i ett tre timmars special med tillbakablickar på tidigare jubileum.
- Rekordet för längsta uppehållet mellan två låtar av samma artist på Trackslistan, innehas av Europe som placerade New Love in Town på listan den 10 oktober 2009, 17 år och 5 månader efter Halfway to Heaven den 2 maj 1992.

## Låtar som låg på förstaplats
| Datum             | Låtens namn                                                                 | Artist                                     | Veckor på 1:a plats |
| ----------------- | --------------------------------------------------------------------------- | ------------------------------------------ | ------------------- |
| 8 september 1984  | Sounds Like a Melody                                                        | Alphaville                                 | 2                   |
| 22 september 1984 | I Just Called to Say I Love You                                             | Stevie Wonder                              | 2                   |
| 6 oktober 1984    | Master and Servant                                                          | Depeche Mode                               | 1                   |
| 13 oktober 1984   | The War Song                                                                | Culture Club                               | 2                   |
| 27 oktober 1984   | Forever Young                                                               | Alphaville                                 | 5                   |
| 8 december 1984   | One Night in Bangkok                                                        | Murray Head                                | 1                   |
| 15 december 1984  | Do They Know It's Christmas?                                                | Band Aid                                   | 4                   |
| 26 januari 1985   | I want to know what love is                                                 | Foreigner                                  | 2                   |
| 9 februari 1985   | All through the night                                                       | Cyndi Lauper                               | 2                   |
| 23 februari 1985  | Things Can Only get Better                                                  | Howard Jones                               | 3                   |
| 16 mars 1985      | Can’t Fight this Feeling                                                    | REO Speedwagon                             | 2                   |
| 30 mars 1985      | We Are the World                                                            | USA for Africa                             | 2                   |
| 20 april 1985     | Gimme, Gimme, Gimme                                                         | Narada Michael Walden & Patti Austin       | 1                   |
| 27 april 1985     | Yo little brother                                                           | Nolan Thomas                               | 2                   |
| 11 maj 1985       | Nevermore                                                                   | +1                                         | 2                   |
| 25 maj 1985       | A view to a kill                                                            | Duran Duran                                | 4                   |
| 22 juni 1985      | Delirio mind                                                                | Scotch                                     | 1                   |
| 3 augusti 1985    | Call me                                                                     | Go West                                    | 1                   |
| 10 augusti 1985   | There must be an angel (playing with my heart)                              | Eurythmics                                 | 2                   |
| 24 augusti 1985   | (I’ll never be) Maria Magdalena                                             | Sandra                                     | 2                   |
| 7 september 1985  | Tarzan Boy                                                                  | Baltimora                                  | 1                   |
| 14 september 1985 | Rock Me Amadeus                                                             | Falco                                      | 1                   |
| 21 september 1985 | St. Elmo’s Fire (Man in motion)                                             | John Parr                                  | 3                   |
| 12 oktober 1985   | Heaven                                                                      | Bryan Adams                                | 2                   |
| 26 oktober 1985   | Can’t you stay                                                              | Tone Norum                                 | 2                   |
| 9 november 1985   | King for a Day                                                              | Thompson Twins                             | 4                   |
| 7 december 1985   | We Built this City                                                          | Starship                                   | 2                   |
| 18 januari 1986   | Summer of '69                                                               | Bryan Adams                                | 1                   |
| 25 januari 1986   | The Sun Always Shines on TV                                                 | a-ha                                       | 3                   |
| 22 februari 1986  | Russians                                                                    | Sting                                      | 1                   |
| 8 mars 1986       | It's Only Love                                                              | Bryan Adams & Tina Turner                  | 1                   |
| 14 mars 1986      | Ifrån                                                                       | Adolphson-Falk                             | 2                   |
| 29 mars 1986      | Jeanny part 1                                                               | Falco                                      | 1                   |
| 5 april 1986      | Dover-Calais                                                                | Style                                      | 3                   |
| 3 maj 1986        | The Runaway                                                                 | Carola                                     | 1                   |
| 10 maj 1986       | The Final Countdown                                                         | Europe                                     | 5                   |
| 14 juni 1986      | Mirage                                                                      | Scotch                                     | 2                   |
| 16 augusti 1986   | Papa Don't Preach                                                           | Madonna                                    | 2                   |
| 30 augusti 1986   | Thorn in My Side                                                            | Eurythmics                                 | 1                   |
| 6 september 1986  | Lady in Red                                                                 | Chris de Burgh                             | 1                   |
| 13 september 1986 | Take my breath away                                                         | Berlin                                     | 2                   |
| 27 september 1986 | Joey Killer                                                                 | Magnus Uggla                               | 2                   |
| 18 oktober 1986   | (I Just) Died in Your Arms                                                  | Cutting Crew                               | 2                   |
| 1 november 1986   | Suburbia                                                                    | Pet Shop Boys                              | 2                   |
| 15 november 1986  | Coming Home (Jeanny part 2 one year later)                                  | Falco                                      | 1                   |
| 22 november 1986  | Notorious                                                                   | Duran Duran                                | 2                   |
| 6 december 1986   | The Miracle of Love                                                         | Eurythmics                                 | 2                   |
| 17 januari 1987   | Livin' on a Prayer                                                          | Bon Jovi                                   | 2                   |
| 31 januari 1987   | Caravan of Love                                                             | The Housemartins                           | 4                   |
| 28 februari 1987  | I knew you were waiting (for me)                                            | Aretha Franklin & George Michael           | 1                   |
| 14 mars 1987      | Soul Deep                                                                   | Roxette                                    | 2                   |
| 28 mars 1987      | You're the Voice                                                            | John Farnham                               | 4                   |
| 2 maj 1987        | La Isla Bonita                                                              | Madonna                                    | 3                   |
| 23 maj 1987       | Hold me now                                                                 | Johnny Logan                               | 3                   |
| 13 juni 1987      | Pressure down                                                               | John Farnham                               | 1                   |
| 29 augusti 1987   | It's a Sin                                                                  | Pet Shop Boys                              | 2                   |
| 13 september 1987 | What Have I Done To Deserve This?                                           | Pet Shop Boys & Dusty Springfield          | 2                   |
| 27 september 1987 | Nothing's Gonna Change My Love for You                                      | Glenn Medeiros                             | 3                   |
| 24 oktober 1987   | Don’t say go                                                                | Trance Dance                               | 2                   |
| 7 november 1987   | Empty Bed                                                                   | Style                                      | 3                   |
| 28 november 1987  | Whenever you need somebody                                                  | Rick Astley                                | 2                   |
| 12 december 1987  | Always on My Mind                                                           | Pet Shop Boys                              | 2                   |
| 23 januari 1988   | Heaven is a Place on Earth                                                  | Belinda Carlisle                           | 1                   |
| 30 januari 1988   | My summer with you                                                          | Tone Norum & Tommy Nilsson                 | 4                   |
| 27 februari 1988  | You’re gonna get it                                                         | Trance Dance                               | 1                   |
| 5 mars 1988       | Could’ve been                                                               | Tiffany                                    | 2                   |
| 26 mars 1988      | Together Forever                                                            | Rick Astley                                | 2                   |
| 16 april 1988     | Maybe we’re about to fall in love                                           | Tommy Nilsson                              | 2                   |
| 30 april 1988     | Only One Woman                                                              | Alien                                      | 4                   |
| 28 maj 1988       | One more try                                                                | George Michael                             | 3                   |
| 27 augusti 1988   | Superstitious                                                               | Europe                                     | 2                   |
| 17 september 1988 | You came                                                                    | Kim Wilde                                  | 2                   |
| 8 oktober 1988    | Hand in Hand                                                                | Koreana                                    | 2                   |
| 23 oktober 1988   | Sarah                                                                       | Mauro Scocco                               | 4                   |
| 26 november 1988  | Open Your Heart                                                             | Europe                                     | 1                   |
| 3 december 1988   | R.O.C.K.                                                                    | Sha-Boom                                   | 2                   |
| 6 januari 1989    | Never trust a stranger                                                      | Kim Wilde                                  | 1                   |
| 14 januari 1989   | The Look                                                                    | Roxette                                    | 5                   |
| 25 februari 1989  | Lost in your eyes                                                           | Debbie Gibson                              | 2                   |
| 18 mars 1989      | Straight up                                                                 | Paula Abdul                                | 2                   |
| 1 april 1989      | Like a Prayer                                                               | Madonna                                    | 4                   |
| 29 april 1989     | Eternal Flame                                                               | The Bangles                                | 3                   |
| 20 maj 1989       | If you don’t know me by now                                                 | Simply Red                                 | 3                   |
| 10 juni 1989      | Då står pojkarna på rad                                                     | Orup                                       | 3                   |
| 26 augusti 1989   | Licence to Kill                                                             | Gladys Knight                              | 1                   |
| 2 september 1989  | Toy Soldiers                                                                | Martika                                    | 1                   |
| 9 september 1989  | Right Here Waiting                                                          | Richard Marx                               | 3                   |
| 30 september 1989 | Det hon vill ha                                                             | Christer Sandelin                          | 3                   |
| 21 oktober 1989   | Sowing the Seeds of Love                                                    | Tears for Fears                            | 1                   |
| 28 oktober 1989   | Girl I’m gonna miss you                                                     | Milli Vanilli                              | 4                   |
| 25 november 1989  | Another Day in Paradise                                                     | Phil Collins                               | 3                   |
| 6 januari 1990    | Jimmy Dean                                                                  | Troll                                      | 2                   |
| 20 januari 1990   | Do They Know It's Christmas?                                                | Band Aid II                                | 2                   |
| 3 februari 1990   | How am I supposed to live without you                                       | Michael Bolton                             | 1                   |
| 10 februari 1990  | Nothing Compares 2 U                                                        | Sinéad O’Connor                            | 7                   |
| 7 april 1990      | Enjoy the Silence                                                           | Depeche Mode                               | 1                   |
| 14 april 1990     | Vogue                                                                       | Madonna                                    | 2                   |
| 28 april 1990     | What’s the Colour of Love                                                   | Lili & Susie                               | 2                   |
| 12 maj 1990       | All I wanna do is make love to you                                          | Heart                                      | 2                   |
| 26 maj 1990       | Om                                                                          | Niklas Strömstedt                          | 3                   |
| 16 juni 1990      | I Promised Myself                                                           | Nick Kamen                                 | 2                   |
| 25 augusti 1990   | U Can’t Touch This                                                          | MC Hammer                                  | 2                   |
| 8 september 1990  | Tonight                                                                     | New Kids on the Block                      | 2                   |
| 22 september 1990 | I've Been Thinking About You                                                | Londonbeat                                 | 4                   |
| 20 oktober 1990   | So Hard                                                                     | Pet Shop Boys                              | 2                   |
| 3 november 1990   | Together We're Lost                                                         | Erika                                      | 1                   |
| 10 november 1990  | No Coke                                                                     | Dr. Alban                                  | 5                   |
| 15 december 1990  | Being Boring                                                                | Pet Shop Boys                              | 2                   |
| 19 januari 1991   | Falling                                                                     | Julee Cruise                               | 3                   |
| 9 februari 1991   | Crazy                                                                       | Seal                                       | 1                   |
| 16 februari 1991  | Because I Love You (The Postman Song)                                       | Stevie B.                                  | 3                   |
| 16 mars 1991      | Joyride                                                                     | Roxette                                    | 3                   |
| 6 april 1991      | Wind of Change                                                              | Scorpions                                  | 4                   |
| 4 maj 1991        | The One and Only                                                            | Chesney Hawkes                             | 1                   |
| 11 maj 1991       | Fading Like a Flower (Every Time You Leave)                                 | Roxette                                    | 7                   |
| 17 augusti 1991   | (Everything I Do) I Do It for You                                           | Bryan Adams                                | 11                  |
| 9 november 1991   | Spending My Time                                                            | Roxette                                    | 2                   |
| 23 november 1991  | Black or White                                                              | Michael Jackson                            | 3                   |
| 14 december 1991  | Till dom ensamma                                                            | Mauro Scocco                               | 3                   |
| 25 januari 1992   | Justified & Ancient                                                         | The KLF featuring Tammy Wynette            | 4                   |
| 29 februari 1992  | Stockholm                                                                   | Orup                                       | 1                   |
| 14 mars 1992      | To be with You                                                              | Mr. Big                                    | 5                   |
| 18 april 1992     | Stay                                                                        | Shakespear's Sister                        | 2                   |
| 2 maj 1992        | Catch the Moon                                                              | Stefan Andersson                           | 3                   |
| 23 maj 1992       | The Actor                                                                   | Michael Learns to Rock                     | 4                   |
| 20 juni 1992      | Sweat (A la la la la long)                                                  | Inner Circle                               | 1                   |
| 15 augusti 1992   | How Do You Do!                                                              | Roxette                                    | 2                   |
| 29 augusti 1992   | This Used to Be My Playground                                               | Madonna                                    | 3                   |
| 19 september 1992 | Book of Days                                                                | Enya                                       | 2                   |
| 3 oktober 1992    | Om du var min                                                               | Mauro Scocco                               | 3                   |
| 24 oktober 1992   | House of Love                                                               | East 17                                    | 6                   |
| 5 december 1992   | Sleeping Satellite                                                          | Tasmin Archer                              | 1                   |
| 12 december 1992  | I Will Always Love You                                                      | Whitney Houston                            | 6                   |
| 13 februari 1993  | No Limit                                                                    | 2 Unlimited                                | 2                   |
| 27 februari 1993  | Deep                                                                        | East 17                                    | 3                   |
| 20 mars 1993      | Ordinary World                                                              | Duran Duran                                | 2                   |
| 3 april 1993      | Happy Nation                                                                | Ace of Base                                | 1                   |
| 10 april 1993     | Informer                                                                    | Snow                                       | 3                   |
| 1 maj 1993        | Cats in the Cradle                                                          | Ugly Kid Joe                               | 3                   |
| 22 maj 1993       | Two Princes                                                                 | Spin Doctors                               | 4                   |
| 19 juni 1993      | (I can’t help) Falling in love with you                                     | UB40                                       | 2                   |
| 21 augusti 1993   | What’s up?                                                                  | 4 Non Blondes                              | 2                   |
| 4 september 1993  | Life                                                                        | Haddaway                                   | 2                   |
| 18 september 1993 | Got to get it                                                               | Culture Beat                               | 1                   |
| 25 september 1993 | Runaway Train                                                               | Soul Asylum                                | 2                   |
| 9 oktober 1993    | Go West                                                                     | Pet Shop Boys                              | 2                   |
| 23 oktober 1993   | Cryin'                                                                      | Aerosmith                                  | 2                   |
| 6 november 1993   | Please Forgive Me                                                           | Bryan Adams                                | 7                   |
| 8 januari 1994    | All for Love                                                                | Bryan Adams, Rod Stewart & Sting           | 5                   |
| 12 februari 1994  | Return to Innocence                                                         | Enigma                                     | 3                   |
| 12 mars 1994      | The Promise Man                                                             | Basic Element                              | 2                   |
| 26 mars 1994      | Without You                                                                 | Mariah Carey                               | 6                   |
| 7 maj 1994        | Dr Feelgood                                                                 | Cool James and Black Teacher               | 3                   |
| 28 maj 1994       | Always                                                                      | Erasure                                    | 1                   |
| 6 augusti 1994    | Vandraren                                                                   | Nordman                                    | 3                   |
| 3 september 1994  | Cotton Eye Joe                                                              | Rednex                                     | 8                   |
| 29 oktober 1994   | Always                                                                      | Bon Jovi                                   | 5                   |
| 3 december 1994   | Basket Case                                                                 | Green Day                                  | 3                   |
| 14 januari 1995   | Stay another Day                                                            | East 17                                    | 3                   |
| 4 februari 1995   | Self Esteem                                                                 | The Offspring                              | 6                   |
| 18 mars 1995      | Do you always (have to be alone)?                                           | E-Type                                     | 4                   |
| 15 april 1995     | Scatman (Ski-Ba-Bop-Ba-Dop-Bop)                                             | Scatman John                               | 1                   |
| 22 april 1995     | Back for Good                                                               | Take That                                  | 2                   |
| 6 maj 1995        | Se på mig                                                                   | Jan Johansen                               | 4                   |
| 3 juni 1995       | '74 - '75                                                                   | The Connells                               | 1                   |
| 26 augusti 1995   | Common People                                                               | Pulp                                       | 1                   |
| 2 september 1995  | Oh Baby All                                                                 | Sonic Dream Collective                     | 2                   |
| 16 september 1995 | Kung av sand                                                                | Gyllene Tider                              | 2                   |
| 30 september 1995 | Fiskarna i haven                                                            | Idde Schultz                               | 2                   |
| 14 oktober 1995   | Lucky Love                                                                  | Ace of Base                                | 2                   |
| 28 oktober 1995   | Gangsta’s Paradise                                                          | Coolio featuring L.V.                      | 5                   |
| 2 december 1995   | You’ll See                                                                  | Madonna                                    | 3                   |
| 6 januari 1996    | Be mig                                                                      | Nordman                                    | 2                   |
| 20 januari 1996   | Beautiful Life                                                              | Ace of Base                                | 2                   |
| 3 februari 1996   | Spaceman                                                                    | Babylon Zoo                                | 4                   |
| 2 mars 1996       | One of Us                                                                   | Joan Osborne                               | 3                   |
| 23 mars 1996      | Don't Look Back in Anger                                                    | Oasis                                      | 1                   |
| 30 mars 1996      | How deep is your love                                                       | Take That                                  | 3                   |
| 20 april 1996     | Driver dagg, faller regn                                                    | Andreas Lundstedt                          | 1                   |
| 27 april 1996     | Children                                                                    | Robert Miles                               | 1                   |
| 4 maj 1996        | The X Files Theme                                                           | Mark Snow                                  | 2                   |
| 18 maj 1996       | Lemon Tree                                                                  | Fool's Garden                              | 4                   |
| 24 augusti 1996   | Wannabe                                                                     | Spice Girls                                | 5                   |
| 28 september 1996 | Lovefool                                                                    | The Cardigans                              | 1                   |
| 5 oktober 1996    | Coco Jamboo                                                                 | Mr. President                              | 2                   |
| 19 oktober 1996   | Popular                                                                     | Nada Surf                                  | 3                   |
| 9 november 1996   | Beautiful Ones                                                              | Suede                                      | 3                   |
| 30 november 1996  | Un-Break My Heart                                                           | Toni Braxton                               | 1                   |
| 7 december 1996   | Don’t Speak                                                                 | No Doubt                                   | 6                   |
| 1 februari 1997   | Saturday Night                                                              | Suede                                      | 4                   |
| 1 mars 1997       | Your woman                                                                  | White Town                                 | 1                   |
| 8 mars 1997       | Fishtank                                                                    | This Perfect Day                           | 2                   |
| 22 mars 1997      | I’m Sorry                                                                   | Dilba                                      | 3                   |
| 12 april 1997     | Tears never dry                                                             | Stephen Simmonds                           | 2                   |
| 26 april 1997     | Song 2                                                                      | Blur                                       | 2                   |
| 10 maj 1997       | Bailando                                                                    | Paradisio                                  | 3                   |
| 31 maj 1997       | MMMBop                                                                      | Hanson                                     | 2                   |
| 23 augusti 1997   | I’ll be missing you                                                         | Puff Daddy & Faith Evans featuring 112     | 2                   |
| 7 september 1997  | Barbie Girl                                                                 | Aqua                                       | 4                   |
| 4 oktober 1997    | Tubthumping                                                                 | Chumbawamba                                | 2                   |
| 18 oktober 1997   | As Long As You Love Me                                                      | Backstreet Boys                            | 2                   |
| 1 november 1997   | Om du var här                                                               | Kent                                       | 1                   |
| 8 november 1997   | Burnin'                                                                     | Cue                                        | 2                   |
| 22 november 1997  | I Will Come to You                                                          | Hanson                                     | 2                   |
| 6 december 1997   | Doctor Jones                                                                | Aqua                                       | 2                   |
| 3 januari 1998    | Torn                                                                        | Natalie Imbruglia                          | 6                   |
| 14 februari 1998  | My Heart Will Go On                                                         | Céline Dion                                | 13                  |
| 16 maj 1998       | Vill ha dig                                                                 | Drömhus                                    | 2                   |
| 30 maj 1998       | Ray of Light                                                                | Madonna                                    | 2                   |
| 22 augusti 1998   | Angels Crying                                                               | E-Type                                     | 1                   |
| 29 augusti 1998   | I Don't Want to Miss a Thing                                                | Aerosmith                                  | 3                   |
| 19 september 1998 | If you tolerate this your children will be next                             | Manic Street Preachers                     | 2                   |
| 3 oktober 1998    | Big Big World                                                               | Emilia                                     | 3                   |
| 24 oktober 1998   | My Favourite Game                                                           | The Cardigans                              | 4                   |
| 21 november 1998  | Believe                                                                     | Cher                                       | 1                   |
| 28 november 1998  | The Power of Good-bye                                                       | Madonna                                    | 2                   |
| 12 december 1998  | Believe                                                                     | Cher                                       | 2                   |
| 9 januari 1999    | Pretty Fly (for a White Guy)                                                | The Offspring                              | 4                   |
| 6 februari 1999   | Erase/Rewind                                                                | The Cardigans                              | 1                   |
| 13 februari 1999  | ...Baby One More Time                                                       | Britney Spears                             | 5                   |
| 20 mars 1999      | You stole the sun from my heart                                             | Manic Street Preachers                     | 3                   |
| 10 april 1999     | Unforgivable sinner                                                         | Lene Marlin                                | 4                   |
| 8 maj 1999        | That Don't Impress Me Much                                                  | Shania Twain                               | 1                   |
| 15 maj 1999       | I Want It That Way                                                          | Backstreet Boys                            | 3                   |
| 5 juni 1999       | The Animal Song                                                             | Savage Garden                              | 2                   |
| 28 augusti 1999   | Stars                                                                       | Roxette                                    | 2                   |
| 11 september 1999 | Blue (Da ba dee)                                                            | Eiffel 65                                  | 3                   |
| 2 oktober 1999    | Larger than life                                                            | Backstreet Boys                            | 3                   |
| 23 oktober 1999   | The Bad Touch                                                               | Bloodhound Gang                            | 4                   |
| 20 november 1999  | Musik non stop                                                              | Kent                                       | 5                   |
| 15 januari 2000   | Born to Make You Happy                                                      | Britney Spears                             | 2                   |
| 29 januari 2000   | Show me the meaning of being lonely                                         | Backstreet Boys                            | 3                   |
| 19 februari 2000  | Freestyler                                                                  | BomFunk MC’s                               | 1                   |
| 26 februari 2000  | All the small things                                                        | Blink-182                                  | 2                   |
| 11 mars 2000      | American Pie                                                                | Madonna                                    | 1                   |
| 18 mars 2000      | En himmelsk drog                                                            | Kent                                       | 2                   |
| 1 april 2000      | Never be the same again                                                     | Melanie C. featuring Lisa “Left-Eye” Lopes | 4                   |
| 29 april 2000     | Oops!...I Did it Again                                                      | Britney Spears                             | 5                   |
| 3 juni 2000       | It's My Life                                                                | Bon Jovi                                   | 1                   |
| 10 juni 2000      | My Star                                                                     | BrainStorm                                 | 1                   |
| 26 augusti 2000   | I Turn to You                                                               | Melanie C.                                 | 2                   |
| 9 september 2000  | It Takes a Fool to Remain Sane                                              | The Ark                                    | 3                   |
| 30 september 2000 | Music                                                                       | Madonna                                    | 1                   |
| 7 oktober 2000    | Against All Odds (Take a Look at Me Now)                                    | Mariah Carey featuring Westlife            | 3                   |
| 28 oktober 2000   | Shape of My Heart                                                           | Backstreet Boys                            | 3                   |
| 18 november 2000  | Stronger                                                                    | Britney Spears                             | 2                   |
| 2 december 2000   | My love                                                                     | Westlife                                   | 1                   |
| 9 december 2000   | 911                                                                         | Wyclef Jean featuring Mary J. Blige        | 1                   |
| 16 december 2000  | Stan                                                                        | Eminem                                     | 5                   |
| 3 februari 2001   | Ms. Jackson                                                                 | Outkast                                    | 3                   |
| 24 februari 2001  | It wasn’t me                                                                | Shaggy featuring Ricardo “RikRok” Ducent   | 2                   |
| 10 mars 2001      | En vän med en bil                                                           | Håkan Hellström                            | 3                   |
| 31 mars 2001      | The Centre of the Heart (Is a Suburb to the Brain)                          | Roxette                                    | 2                   |
| 14 april 2001     | Come Along                                                                  | Titiyo                                     | 3                   |
| 5 maj 2001        | Uptown Girl                                                                 | Westlife                                   | 3                   |
| 26 maj 2001       | Imitation of life                                                           | R.E.M.                                     | 2                   |
| 9 juni 2001       | (I would) Die for you                                                       | Antique                                    | 1                   |
| 25 augusti 2001   | I can buy you                                                               | A Camp                                     | 1                   |
| 1 september 2001  | Crawling                                                                    | Linkin Park                                | 2                   |
| 15 september 2001 | Don’t stop movin’                                                           | S Club 7                                   | 2                   |
| 29 september 2001 | Eternal Flame                                                               | Atomic Kitten                              | 1                   |
| 6 oktober 2001    | Can't Get You Out of My Head                                                | Kylie                                      | 5                   |
| 10 november 2001  | In the End                                                                  | Linkin Park                                | 2                   |
| 24 november 2001  | Life                                                                        | E-Type                                     | 4                   |
| 5 januari 2002    | Creep                                                                       | Lambretta                                  | 2                   |
| 19 januari 2002   | Overprotected                                                               | Britney Spears                             | 1                   |
| 26 januari 2002   | Touch Me                                                                    | Weeping Willows                            | 3                   |
| 16 februari 2002  | Visa vid vindens ängar                                                      | Håkan Hellström                            | 2                   |
| 2 mars 2002       | Someone New                                                                 | Eskobar featuring Heather Nova             | 2                   |
| 16 mars 2002      | Calleth You, Cometh I                                                       | The Ark                                    | 1                   |
| 23 mars 2002      | Dom andra                                                                   | Kent                                       | 12                  |
| 15 juni 2002      | Runaway                                                                     | Sahlene                                    | 2                   |
| 24 augusti 2002   | Kärleken väntar                                                             | Kent                                       | 7                   |
| 12 oktober 2002   | Kom igen Lena!                                                              | Håkan Hellström                            | 4                   |
| 9 november 2002   | FF                                                                          | Kent                                       | 6                   |
| 11 januari 2003   | Electric                                                                    | Melody Club                                | 2                   |
| 25 januari 2003   | Lose Yourself                                                               | Eminem                                     | 4                   |
| 22 februari 2003  | For what it’s worth                                                         | The Cardigans                              | 3                   |
| 15 mars 2003      | Åt samma håll                                                               | Lars Winnerbäck & Hovet                    | 2                   |
| 29 mars 2003      | Not a Sinner, Nor a Saint                                                   | Alcazar                                    | 5                   |
| 3 maj 2003        | Covergirl                                                                   | Melody Club                                | 4                   |
| 31 maj 2003       | Rock 'n Roll                                                                | The Sounds                                 | 2                   |
| 7 juni 2003       | You’re the storm                                                            | The Cardigans                              | 3                   |
| 23 augusti 2003   | Här kommer alla känslorna (på en och samma gång)                            | Per Gessle                                 | 2                   |
| 6 september 2003  | Hum hum från Humlegården                                                    | Lars Winnerbäck & Hovet                    | 2                   |
| 20 september 2003 | White Flag                                                                  | Dido                                       | 3                   |
| 11 oktober 2003   | Lady Stardust                                                               | Lisa Miskovsky                             | 5                   |
| 22 november 2003  | Hey Ya!                                                                     | Outkast                                    | 3                   |
| 13 december 2003  | It’s my life                                                                | No Doubt                                   | 6                   |
| 7 februari 2004   | Stairs                                                                      | Weeping Willows                            | 4                   |
| 6 mars 2004       | Nostalgia Locomotive                                                        | The Mo & Kris Le Mans                      | 3                   |
| 27 mars 2004      | Det gör ont                                                                 | Lena Philipsson                            | 9                   |
| 29 maj 2004       | Ingen vill veta var du köpt din tröja                                       | Raymond & Maria                            | 4                   |
| 21 augusti 2004   | Mister Cool                                                                 | Snook                                      | 2                   |
| 4 september 2004  | First of the Gang to Die                                                    | Morrissey                                  | 3                   |
| 2 oktober 2004    | Elegi                                                                       | Lars Winnerbäck                            | 7                   |
| 20 november 2004  | Wonderchild                                                                 | Christian Walz                             | 1                   |
| 27 november 2004  | Baby (Stand Up)                                                             | Melody Club                                | 2                   |
| 11 december 2004  | One of Us is Gonna Die Young                                                | The Ark                                    | 4                   |
| 22 januari 2005   | Boulevard Of Broken Dreams                                                  | Green Day                                  | 3                   |
| 19 februari 2005  | Max 500                                                                     | Kent                                       | 6                   |
| 2 april 2005      | Be mine                                                                     | Robyn                                      | 5                   |
| 7 maj 2005        | Palace & Main                                                               | Kent                                       | 4                   |
| 4 juni 2005       | My Number One                                                               | Helena Paparizou                           | 3                   |
| 27 augusti 2005   | Wake Me Up When September Ends                                              | Green Day                                  | 2                   |
| 10 september 2005 | You're Beautiful                                                            | James Blunt                                | 3                   |
| 1 oktober 2005    | Live Tomorrow                                                               | Laleh                                      | 6                   |
| 12 november 2005  | Hung Up                                                                     | Madonna                                    | 5                   |
| 17 december 2005  | Right Here, Right Now (My Heart Belongs To You)                             | Agnes                                      | 2                   |
| 14 januari 2006   | Talk                                                                        | Coldplay                                   | 4                   |
| 11 februari 2006  | Don’t blame your daughter (Diamonds)                                        | The Cardigans                              | 1                   |
| 18 februari 2006  | Do what you’re told                                                         | Sebastian                                  | 7                   |
| 18 mars 2006      | Jag hatar att jag älskar dig och jag älskar dig så mycket att jag hatar mig | Håkan Hellström                            | 1                   |
| 25 mars 2006      | Sing For Me                                                                 | Andreas Johnson                            | 5                   |
| 29 april 2006     | Hips Don't Lie                                                              | Shakira featuring Wyclef Jean              | 4                   |
| 27 maj 2006       | Hard Rock Hallelujah                                                        | Lordi                                      | 3                   |
| 17 juni 2006      | Boten Anna                                                                  | Basshunter                                 | 1                   |
| 26 augusti 2006   | Maneater                                                                    | Nelly Furtado                              | 1                   |
| 2 september 2006  | Mary                                                                        | Lisa Miskovsky                             | 1                   |
| 9 september 2006  | No Party                                                                    | Marit Bergman                              | 1                   |
| 16 september 2006 | Long before rock’n’roll                                                     | Mando Diao                                 | 6                   |
| 28 oktober 2006   | 7milakliv                                                                   | Martin Stenmarck                           | 1                   |
| 4 november 2006   | I Don't Feel Like Dancin'                                                   | Scissor Sisters                            | 2                   |
| 18 november 2006  | My Love                                                                     | Justin Timberlake featuring T.I.           | 3                   |
| 9 december 2006   | The Saints Are Coming                                                       | U2 & Green Day                             | 3                   |
| 13 januari 2007   | All Good Things (Come To An End)                                            | Nelly Furtado                              | 3                   |
| 3 februari 2007   | Absolutely No Decorum                                                       | The Ark                                    | 5                   |
| 10 mars 2007      | Cheek To Cheek                                                              | Sahara Hotnights                           | 1                   |
| 17 mars 2007      | Grace Kelly                                                                 | Mika                                       | 1                   |
| 24 mars 2007      | The Worrying Kind                                                           | The Ark                                    | 7                   |
| 13 maj 2007       | Release Me                                                                  | Oh Laura                                   | 3                   |
| 2 juni 2007       | Leave Me Alone                                                              | Hanna                                      | 2                   |
| 25 augusti 2007   | The Way I Are                                                               | Timbaland feat. Keri Hilson                | 1                   |
| 1 september 2007  | Om du lämnade mig nu                                                        | Lars Winnerbäck i duett med Miss Li        | 4                   |
| 29 september 2007 | Ingenting                                                                   | Kent                                       | 5                   |
| 3 november 2007   | Apologize                                                                   | Timbaland presents OneRepublic             | 5                   |
| 8 december 2007   | Columbus                                                                    | Kent                                       | 2                   |
| 5 januari 2008    | Curly Sue                                                                   | Takida                                     | 10                  |
| 15 mars 2008      | För en lång lång tid                                                        | Håkan Hellström                            | 1                   |
| 22 mars 2008      | Lay Your Love on Me                                                         | BWO                                        | 2                   |
| 5 april 2008      | The Worrying Kind                                                           | Maia Hirasawa                              | 2                   |
| 19 april 2008     | För en lång lång tid                                                        | Håkan Hellström                            | 4                   |
| 17 maj 2008       | Violet Hill                                                                 | Coldplay                                   | 1                   |
| 24 maj 2008       | I'm Yours                                                                   | Jason Mraz                                 | 3                   |
| 23 augusti 2008   | I Kissed A Girl                                                             | Katy Perry                                 | 2                   |
| 6 september 2008  | Viva la Vida                                                                | Coldplay                                   | 9                   |
| 8 november 2008   | Human                                                                       | The Killers                                | 1                   |
| 15 november 2008  | Viva la Vida                                                                | Coldplay                                   | 2                   |
| 29 november 2008  | Handlake Village                                                            | Takida                                     | 1                   |
| 6 december 2008   | Human                                                                       | The Killers                                | 3                   |
| 10 januari 2009   | Release Me                                                                  | Agnes Carlsson                             | 1                   |
| 17 januari 2009   | Dance With Somebody                                                         | Mando Diao                                 | 7                   |
| 7 mars 2009       | Jag ska slåss i dina kvarter                                                | Lasse Lindh                                | 1                   |
| 14 mars 2009      | Dance With Somebody                                                         | Mando Diao                                 | 4                   |
| 11 april 2009     | Stay the Night                                                              | Alcazar                                    | 3                   |
| 2 maj 2009        | Fuck You                                                                    | Lily Allen                                 | 2                   |
| 23 maj 2009       | Fairytale                                                                   | Alexander Rybak                            | 2                   |
| 6 juni 2009       | The Girl and The Robot                                                      | Röyksopp featuring Robyn                   | 2                   |
| 22 augusti 2009   | Celebration                                                                 | Madonna                                    | 1                   |
| 29 augusti 2009   | 21 Guns                                                                     | Green Day                                  | 2                   |
| 12 september 2009 | Jag får liksom ingen ordning                                                | Lars Winnerbäck                            | 2                   |
| 3 oktober 2009    | The things we owe                                                           | Takida                                     | 2                   |
| 17 oktober 2009   | Töntarna                                                                    | Kent                                       | 4                   |
| 14 oktober 2009   | Uprising                                                                    | Muse                                       | 1                   |
| 21 november 2009  | Bad Romance                                                                 | Lady Gaga                                  | 5                   |
| 16 januari 2010   | Gitarrer & bas, trummor & hat                                               | Hästpojken                                 | 3                   |
| 6 februari 2010   | What's the point                                                            | Johnossi                                   | 5                   |
| 13 mars 2010      | Keep On Walking                                                             | Salem Al Fakir                             | 7                   |
| 1 maj 2010        | Fembot                                                                      | Robyn                                      | 2                   |
| 22 maj 2010       | Outcast                                                                     | Timo Räisänen                              | 1                   |
| 29 maj 2010       | Från och med du                                                             | Oskar Linnros                              | 3                   |
| 28 augusti 2010   | Dancing on My Own                                                           | Robyn                                      | 2                   |
| 11 september 2010 | Från och med du                                                             | Oskar Linnros                              | 1                   |
| 25 september 2010 | Saknade te havs                                                             | Håkan Hellström                            | 1                   |
| 2 oktober 2010    | Hang with Me                                                                | Robyn                                      | 1                   |
| 9 oktober 2010    | Saknade te havs                                                             | Håkan Hellström                            | 2                   |
| 23 oktober 2010   | Gubben i Lådan (Den sista ettan på Trackslistan)                            | Daniel Adams-Ray                           | 8                   |

### Fotnoter
1. ↑  Information i Svensk mediedatabas (läst 9 april 2011).
2. ↑  http://sverigesradio.se/tracks
3. ↑  ”Kaj Kindvall tar farväl av ”Tracks””. Arbetarbladet. 30 december 2010. Arkiverad från originalet den 1 januari 2011. https://web.archive.org/web/20110101230901/http://arbetarbladet.se/noje/musik/1.2613974-kaj-kindvall-tar-farval-av-tracks-. Läst 5 juli 2011.
4. ↑  ”Maratonlistan – slutställning”. Sveriges Radio. http://sverigesradio.se/sida/artikel.aspx?programid=2696&artikel=4318126. Läst 7 februari 2011.
5. ↑  ”Tracks 1984-09-08”. Sveriges Radio. http://sverigesradio.se/sida/topplista.aspx?programid=2696&date=1984-09-08.
6. ↑  ”18 januari 1986”. Sveriges Radio. http://sverigesradio.se/sida/topplista.aspx?programid=2696&date=1986-01-18. Läst 1 februari 2016.
7. ↑  ”5-19 oktober 1991”. Sveriges Radio. http://sverigesradio.se/sida/topplista.aspx?programid=2696&date=1991-10-05.
8. ↑  ”5-12 september 1987”. Sveriges Radio. http://sverigesradio.se/sida/topplista.aspx?programid=2696&date=1987-09-05.
9. ↑  ”24 mars-7 april 2007”. Sveriges Radio. http://sverigesradio.se/sida/topplista.aspx?programid=2696&date=2007-03-24.
10. ↑  ”"Tracks 2010-09-04". Sveriges Radio.”. http://sverigesradio.se/sida/topplista.aspx?programid=2696&date=2010-09-04.
11. ↑  ”Tracks 2008-01-05”. Sveriges Radio. http://sverigesradio.se/sida/topplista.aspx?programid=2696&date=2008-01-05.
12. ↑  ”Tracks 2010-04-03”. Sveriges Radio. http://sverigesradio.se/sida/topplista.aspx?programid=2696&date=2010-04-03.
13. ↑  ”Tracks 2010-11-13”. Sveriges Radio. http://sverigesradio.se/sida/topplista.aspx?programid=2696&date=2010-11-13.

”"Tracks 2010-09-04" Sveriges Radio”. http://sverigesradio.se/sida/topplista.aspx?programid=2696&date=2010-09-04.